# Keren Kagarlitsky
Keren Kagarlitsky (hebräisch קרן קגרליצקי; * 1991 in Israel) ist eine israelische Dirigentin und Komponistin.

## Leben
Ihre Eltern und Großeltern mütterlicherseits kamen 1990 aus Kirgisistan nach Israel. Ihre Mutter ist Röntgentechnikerin, ihr Vater handelt mit Technikgeräten. Ihre Großmutter war Klavierlehrerin und begann sie als Sechsjährige zu unterrichten. In Tel Aviv absolvierte sie den zweijährigen Militärdienst. Anschließend begann sie ein Kompositions-Studium an der Jerusalem Academy of Music and Dance bei Menachem Wiesenberg, das sie als Bachelor of Arts abschloss. Dirigieren studierte sie bei Avner Biron, Eitan Globerson und Stanley Sperber. 2019 begann sie ein Masterstudium an der Universität der Künste Berlin bei Steven Sloane und Harry Curtis, das sie 2022 abschloss. 2015 wurde sie mit dem Scholarship Excellence Award ausgezeichnet, 2018 erhielt sie ein Stipendium der American-Israel Cultural Foundation.
Nach einem Auditioning für die von Omer Meir Wellber geleitete Raanana Symphonette engagierte er sie als Assistentin in Israel und nahm sie später nach Europa mit. In der Folge hatte sie ab 2016 unter anderem Engagements und Dirigate am Teatro Massimo in Palermo, am Teatro Massimo Bellini in Catania, mit dem BBC Philharmonic, dem Bretagne Symphony Orchestra, dem Jerusalem Symphony Orchestra, der Camerata Jerusalem, dem Israel Chamber Orchestra und dem Raanana Symphonette Orchestra.
Mit Beginn der Spielsaison 2022/23 wechselte sie gemeinsam mit Musikdirektor Omer Meir Wellber an die Volksoper Wien unter Intendantin Lotte de Beer, wo sie Hausdirigentin wurde und am 12. Oktober 2022 mit einem Dirigat der Zauberflöte debütierte. An der Volksoper dirigierte sie beispielsweise Aufführungen von Jolanthe und der Nussknacker, The Sound of Music, Die lustigen Weiber von Windsor und Der Zauberer von Oz. Lotte de Beer kannte sie aus Tel Aviv, wo sie im Oktober 2021 am Opernhaus bei der Uraufführung von Kundry von Avner Dorman zusammengearbeitet hatten.
Für das Stück Lass uns die Welt vergessen – Volksoper 1938 orchestrierte sie den erhaltenen Klavierauszug der Operette Gruß und Kuss in der Wachau mit der Musik von Jara Beneš neu, nachdem die Partitur verschollen war. Diese Orchestrierung verband sie mit eigenen Kompositionen sowie Musik von Gustav Mahler, Arnold Schönberg und Viktor Ullmann. Das Stück mit einem Text und Libretto von Theu Boermans wurde am 14. Dezember 2023 an der Volksoper Wien uraufgeführt, die Produktion wurde im Rahmen der Verleihung des Nestroy-Theaterpreises 2024 für den Spezialpreis nominiert.
An der Staatsoper Stuttgart leitete sie das 2023 das Eröffnungskonzert Belonging together. Für das im April 2025 an der Volksoper Wien uraufgeführte Stück Nurejews Hund basierend auf der Novelle von Elke Heidenreich schuf sie eine Collage aus bekannter Ballettmusik, Opernmelodien und eigens komponierten Stücken.

## Auszeichnungen (Auswahl)
- 2015: Scholarship Excellence Award[6]
- 2018: Stipendium der American-Israel Cultural Foundation[6]